# Vendelar
Vendelar (ou Vindelar) est une localité du Cameroun située dans le département du Mayo-Sava et la Région de l'Extrême-Nord, à proximité de la frontière avec le Nigeria. Elle fait partie de l'arrondissement de Tokombéré et du canton d'Ouldémé. 

## Population
En 1966-1967, la localité comptait 753 habitants, des Ouldémé.
Lors du recensement de 2005, 1 153 personnes y ont été dénombrées.